# North Rustico
North Rustico es un pueblo canadiense situado en la provincia de Isla del Príncipe Eduardo.

## Superficie
North Rustico tiene una superficie de 2,64 km².

## Demografía
En 2021, tenía 648 habitantes, una densidad poblacional de 245,7 hab./km², y 386 viviendas.